# Perossidazione lipidica

Meccanismo della sostituzione radicalica che porta alla perossidazione lipidica.

La perossidazione lipidica è un processo dovuto ai cosiddetti "radicali liberi" contenenti ossigeno molecolare con carenza di un elettrone ("perossili"); in virtù di questo, i lipidi contenenti acidi grassi insaturi e i loro esteri vengono direttamente ossidati dall'ossigeno molecolare (il danno è in grado di propagarsi mediante una reazione a catena, in quanto i lipidi privati di elettroni tendono a reintegrare la perdita "rubandoli" alle molecole contigue, fino a coinvolgere anche le proteine del nucleo centrale ed il DNA).

## Descrizione
Quando vi sia un numero limitato di radicali liberi in circolazione nell'organismo, questa azione si esplica soprattutto contro germi e batteri, la cui membrana cellulare viene così erosa. In caso di sovrabbondanza di questi, invece, l'azione coinvolge in modo massiccio le cellule dell'intero organismo, causando il precoce "invecchiamento" delle cellule e nell'insorgere di varie patologie più o meno gravi come, ad esempio, cancro, sclerosi multipla, diabete, artrite reumatoide, enfisema, cataratta, malattia di Parkinson, malattia di Alzheimer, ecc.

### Merceologia
La perossidazione è uno dei principali fattori coinvolti nell'irrancidimento dei grassi alimentari, come ad esempio gli olii vegetali, con conseguente perdita della qualità alimentare e delle caratteristiche organolettiche originarie. Per attivare la reazione di ossidazione che porta alla nuova formazione di legami R-O-O-H (legami perossilici) basta la semplice esposizione alla luce o al calore, oltre al prolungato effetto dell'ossigeno.